# Mlînkî, Kotelva
Mlînkî (în ucraineană Млинки) este un sat în comuna Derevkî din raionul Kotelva, regiunea Poltava, Ucraina.

## Demografie
Componența lingvistică a localității Mlînkî
     Ucraineană (96%)
     Rusă (4%)
Conform recensământului din 2001, majoritatea populației localității Mlînkî era vorbitoare de ucraineană (96%), existând în minoritate și vorbitori de rusă (4%).